# Jedidiah Morse
Jedidiah Morse, né le 23 août 1761 à Woodstock et mort le 9 juin 1826 à New Haven, est un théologien, universitaire et géographe américain. Ses ouvrages géographiques ont été longtemps à la base de l'enseignement de cette matière aux États-Unis, ce qui lui vaut souvent le titre de « father of American geography » (père de la géographie américaine),,. Il est le père du peintre et pionnier de la télégraphie Samuel F. B. Morse.

## Biographie
Né dans une famille de Nouvelle Angleterre, à Woodstock dans le Connecticut, Morse finit ses études de premier cycle et obtient ensuite un Master en théologie à l'université Yale, en 1786. Tout en poursuivant ses études avec ses maîtres Jonathan Edwards et Samuel Watts, il fonde, en 1783, une école pour les jeunes femmes à New Haven.
À l'été 1785, il est autorisé à prêcher, mais continue à s'occuper d'enseignement. Il est chargé de tutorat à Yale dès juin 1786, mais démissionne et est ordonné le 9 novembre 1786 et s'installe à Medway, en Géorgie, où il reste jusqu'en août de l'année suivante. Il passe l'hiver de 1787-88 à New Haven et se plonge dans des travaux géographiques, prêchant le dimanche dans les paroisses des environs.
Le 4 mai 1789, il épouse Elizabeth A. Breeze, de ce mariage naissent dix enfants dont trois seulement survivent à l'enfance, Samuel Morse, peintre renommé et pionnier de la télégraphie, le journaliste Sidney Edwards Morse et le théologien et traducteur Richard Cary Morse qui tous deux fondent, en 1823, le New York Observer, premier journal religieux des États-Unis,.  

### Carrière religieuse

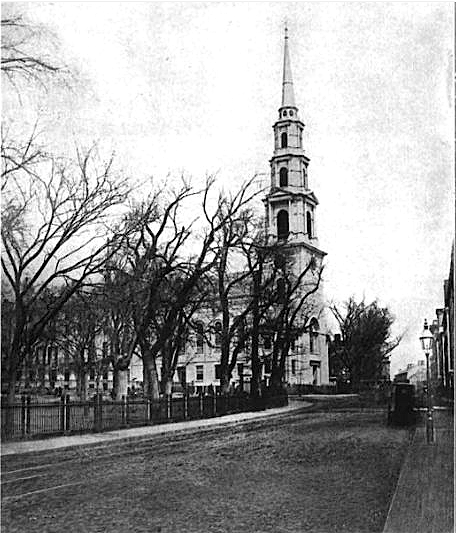
La Park Street Church au XIXe siècle

Le 30 avril 1789, il devient pasteur à Charlestown, aujourd'hui un quartier de Boston, ministère qu'il occupe jusqu'en 1820. Parmi ses amis et nombreux correspondants d'alors, on peut citer Noah Webster, Benjamin Silliman et Jeremy Belknap. En 1795, il obtient son doctorat en théologie de l'université d'Édimbourg.
Tout au long de sa vie, il s'est préoccupé de controverses religieuses, soutenant la foi de l'Église de Nouvelle-Angleterre contre les assauts de l'unitarisme. Son opposition obstinée aux visions libérales de la religion, lui vaut une certaine forme de persécution qui affecte profondément sa santé naturellement délicate. Il est très actif en 1804, au sein du mouvement qui aboutit à l'élargissement de l'« assemblée générale des ministres Congrégationalistes du Massachusetts », et en 1805, s'oppose, sans succès, en tant que membre du Conseil de surveillance, à l'élection du libéral Henry Ware comme professeur à la Hollis Chair of Divinity (chaire de théologie Hollis) du Harvard College,.
Il participe à la fondation de la Park Street Church à Boston en 1808, alors que toutes les églises congrégationaliste de la ville, à l'exception de la Old South Church, ont abandonné l'orthodoxie protestante, pour se tourner vers l'unitarisme. En 1805, il crée The Panoplist (mensuel religieux) afin de défendre l'orthodoxie de la foi en Nouvelle-Angleterre, et poursuit seul sa publication pendant cinq ans. Ce journal devient plus tard The Missionary Herald.

### Géographe

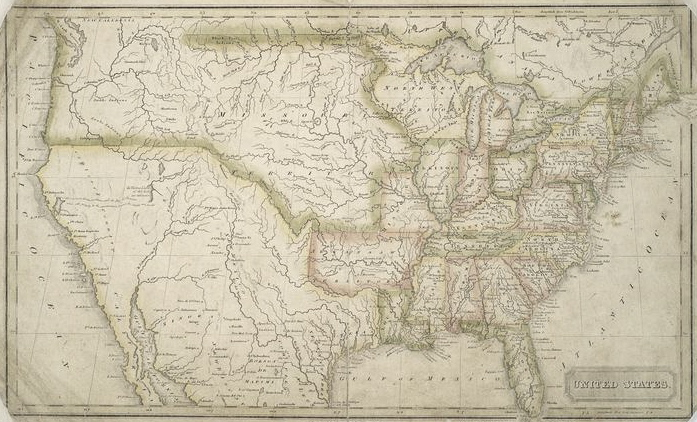
Carte des États-Unis, vers 1824, par Morse, gravée par Annin & Smith

Morse a fortement influencé le système éducatif aux États-Unis. Tout en enseignant dans son école pour jeunes femmes, il remarque la nécessité d'un manuel de géographie conçu pour la toute jeune nation américaine. Ce qui aboutit à son premier ouvrage en 1784 Geography Made Easy, puis American Geography (1789), qui est largement cité et copié. De nouvelles éditions de ses manuels scolaires et des travaux plus importants, produits souvent chaque année, lui ont valu le titre officieux de « père de la géographie américaine »,. La parution reportée de son répertoire toponymique (Gazetteer en anglais) de 1784 permet à Joseph Scott de publier le sien, Gazetteer of the United States, avant lui. Avec l'aide de l'éditeur Noah Webster et de Samuel Austin, Morse publie enfin le sien, en 1797, sous le titre Universal Geography of the United States,.

### Les peuples amérindiens
Morse réfute certains points de vue racistes publiés dans l’Encyclopædia Britannica concernant les peuples amérindiens, comme l'assertion que leurs femmes seraient « serviles » ou que leur peau et leur crâne sont plus épais que ceux des autres êtres humains.
Il marque un grand intérêt à civiliser et christianiser les Amérindiens et, pendant l'été 1820, le Secrétaire à la guerre John C. Calhoun l'envoie visiter et observer différentes tribus à la frontière, afin de déterminer leur mode de vie et de concevoir les moyens les plus appropriés de l'améliorer. Il effectue ce travail au cours de deux hivers, et les résultats de son enquête sont consignés dans Report to the Secretary of War on Indian Affairs (Rapport au ministre de la Guerre sur les affaires indiennes) en 1822,.

### La conspiration des Illuminati

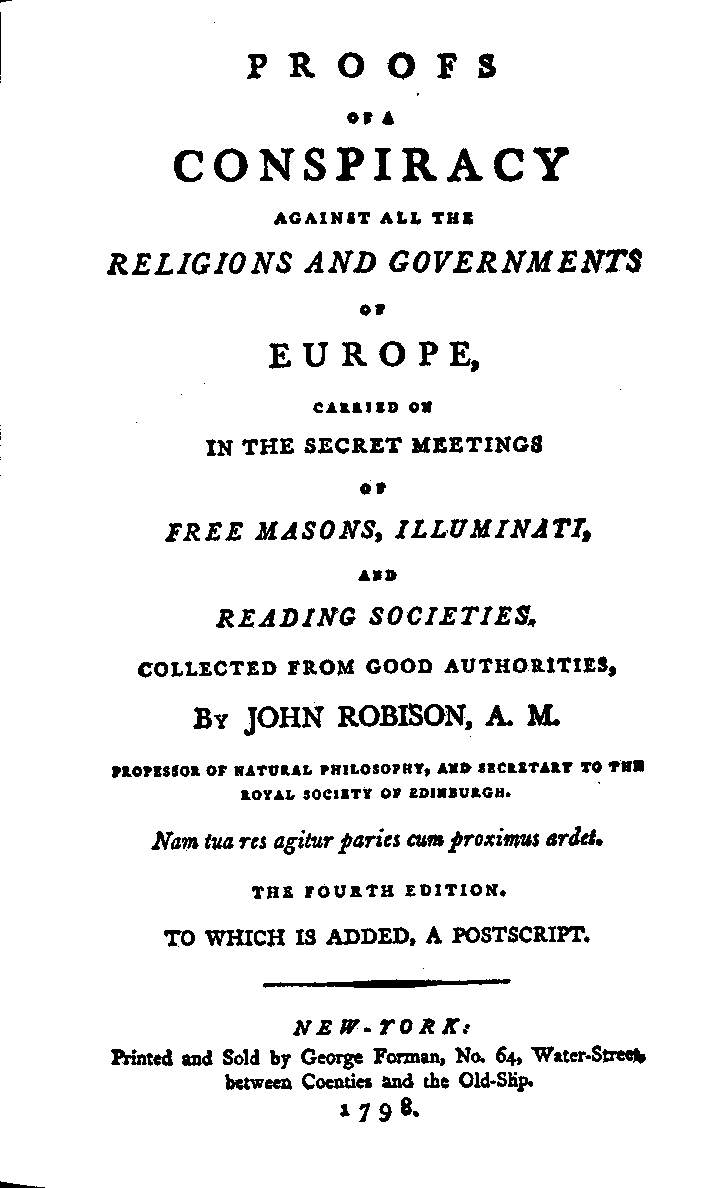
John Robison, Proofs of a Conspiracy, Édimbourg, 1797.

Morse est également connu pour son rôle dans la théorie du complot des Illuminati en Nouvelle-Angleterre de 1798 à 1799. Dès le 9 mai 1798, Morse prononce trois sermons dans lesquels il soutient le livre de John Robison, Proofs of Conspiracy. Morse est un fédéraliste convaincu et partage les craintes selon lesquels les anti-fédéralistes sont influencés par de prétendus Illuminati français. Selon cette théorie du complot, ils sont responsables de la Révolution française dont les Américains craignent les excès. La théorie de Robison et Morse est largement réfutée par les hommes politiques et les penseurs de l'époque. À propos de la conspiration, le 24 octobre 1798, George Washington écrit dans une lettre adressée à G.W. Snyder, un pasteur du Maryland :  
« It was not my intention to doubt that the doctrines of the Illuminati and principles of Jacobinism had not spread in the United States. On the contrary no one is more fully satisfied of this fact than I am. The idea that I meant to convey, was that I did not believe that the lodges of freemasons in this country had, as societies endeavored to propagate the diabolical tenets of the former or pernicious principles of the latter (if they are susceptible of separation). That individuals of them may have done it, or that the founder, or instrument employed to found, the Democratic Societies in the United States, may have had these objects; and actually had a separation of the people from their government in view is too evident to be questioned. »
Que l'on peut traduire par : 
« Il n'était pas dans mon intention de mettre en doute que les doctrines des Illuminati et les principes du jacobinisme ne s'étaient pas propagés aux États-Unis. Au contraire, personne n'est plus entièrement convaincu de ce fait que je ne le suis. L'idée que je voulais transmettre, est que je ne crois pas que les loges de francs-maçons dans ce pays aient, en tant que sociétés, chercher à propager les doctrines diaboliques des premiers ou les principes pernicieux des derniers (si tant est qu'elles soient susceptibles d'être séparées). Que des individus parmi eux l'aient peut-être fait, ou que le fondateur, ou l'instrument utilisé pour fonder les sociétés démocratiques aux États-Unis, aient pu avoir ce but; et aient actuellement en vue une séparation entre le peuple et son gouvernement est trop évident pour le remettre en question. »

### Autres centre d'intérêts
Morse est un membre actif de la Massachusetts Historical Society et de divers autres organismes littéraires et scientifiques. Il fait d'importantes contributions à la Dobson's Encyclopædia, la première encyclopédie publiée aux États-Unis après la révolution. Morse publie vingt-cinq sermons et discours prononcés lors d'occasions particulières, ainsi que A Compendious History of New England, avec Elijah Harris (Charlestown, 1804) et Annals of the American Revolution (Hartford, 1824).
Jedidiah Morse s'éteint le 9 juin 1826 à New Haven. Il repose au Grove Street Cemetery, à proximité de l'université Yale ou il étudia. Une citation de Morse résume sans doute à elle seule l'esprit qui l'anima :
« Let us guard against the insidious encroachments of innovation, that evil and beguiling spirit which is now stalking to and fro through the earth seeking whom he may destroy. »
Que l'on peut traduire par :
« Gardons-nous des débordements insidieux de l'innovation, ce diabolique et séduisant esprit qui rôde çà et là à travers le monde, cherchant qui il peut détruire. »